# Martin Bayfield
Pour les articles homonymes, voir Bayfield.

a Compétitions nationales et continentales officielles uniquement.

b Matchs officiels uniquement.
Dernière mise à jour le 18 novembre 2024.
 Martin Christopher Bayfield, est né le 21 décembre 1966 à Bedford (Angleterre). C’est un ancien joueur de rugby à XV, qui a joué avec l'équipe d'Angleterre, évoluant au poste de deuxième ligne (2,08 m pour 121 kg).

## Carrière
Il a disputé son premier test match le 20 janvier 1991, à l’occasion d’un match contre l'équipe des Fidji et le dernier contre l'équipe du Pays de Galles, le 3 février 1996.
Bayfield a disputé trois test matchs avec les Lions britanniques en 1993.
Il a participé à la Coupe du monde 1995 (5 matchs disputés).
Il est la doublure de Robbie Coltrane dans les films Harry Potter pour le demi-géant Rubeus Hagrid.

## Palmarès
- 31 sélections avec l'équipe d'Angleterre
- Sélections par année : 2 en 1991, 6 en 1992, 4 en 1993, 6 en 1994, 11 en 1995, 2 en 1996
- Tournois des Cinq Nations disputés : 1992, 1993, 1994, 1995, 1996